# Nicolás Francella
Nicolás Martín Francella (Buenos Aires, 22 de octubre de 1990) es un actor y productor argentino. Es conocido por el papel doble de Matías Arce/Inti en la serie de televisión Aliados y el de Federico Alcántara en la telenovela Las Estrellas. Es hijo de Guillermo Francella y hermano mayor de Johanna Francella, ambos actores.

## Carrera
Antes de ser actor Nicolás pasó por distintas carreras, como creatividad en publicidad, aunque estudiaba teatro por las noches. Luego, trabajó en la producción de El hombre de tu vida (2011-2012) protagonizado por su papá Guillermo Francella, Mercedes Morán y Luis Brandoni. Finalmente debutó como actor en el año 2013 en la película argentina dirigida por Marcos Carnevale y producida por Telefe, Corazón de León, donde se codeó con figuras como Nora Cárpena, Mauricio Dayub y su padre, quien es el protagonista de la misma. Ese mismo año, fue convocado por la productora Cris Morena, para ser uno de los protagonistas de la serie de televisión —que marcaría el regreso de la misma al trabajo después de dos años— Aliados., serie donde Francella interpretó algunas canciones de la banda sonora de la serie, como por ejemplo Vas a gritar y Refundación.
En 2014 actuó en la telecomedia de Telefe, Viudas e hijos del Rock & Roll, protagonizada por Paola Barrientos, Damian de Santo y Celeste Cid.
Al año siguiente (2015) debutó en teatro en la obra Madre e hijos, junto a Selva Alemán y Sergio Surraco.
Entre 2017 y 2018 formó parte de Las Estrellas, donde personificó a Federico Alcántara, el bartender del hotel.
En 2019 participa en la novela Pequeña Victoria, como Ariel Botti.

## Filmografía

### Cine
| Año  | Título                      | Papel                  | Dirección                   |
| ---- | --------------------------- | ---------------------- | --------------------------- |
| 2000 | Papá es un ídolo            | Tomás «Tommy»          | Juan José Jusid             |
| 2013 | Corazón de León             | Tomás «Toto» Godoy     | Marcos Carnevale            |
| 2017 | Maracaibo                   | Ricky                  | Miguel Ángel Rocca          |
| 2017 | Los padecientes             | Javier Vanussi         | Nicolás Tuozzo              |
| 2019 | El cuento de las comadrejas | Francisco Gourmand     | Juan Jose Campanella        |
| 2022 | En la mira                  | Axel Brigante          | Ricardo Hornos y Carlos Gil |
| 2022 | Un crimen argentino         | Antonio González Rivas | Lucas Combina               |
| 2023 | Una flor en el barro        | Francisco Cardoso      | Nicolás Tuzzo               |
| 2024 | Mi amigo el pingüino        | Carlos                 | David Schurmann             |

### Televisión
| Año       | Título                             | Papel                | Notas                                        |
| --------- | ---------------------------------- | -------------------- | -------------------------------------------- |
| 2013-2014 | Aliados                            | Matías Arce / Inti   |                                              |
| 2014      | La celebración                     | Tomás                | Episodio: «Primavera»                        |
| 2014-2015 | Viudas e hijos del rock and roll   | Federico Ventura     |                                              |
| 2017-2018 | Las Estrellas                      | Federico Alcántara   |                                              |
| 2019      | Pequeña Victoria                   | Ariel Botti          |                                              |
| 2020      | Alta mar                           | Héctor Birabent      |                                              |
| 2021      | Pequeñas Victorias                 | Ariel Botti          | Episodio: «Todos merecemos otra oportunidad» |
| 2022      | María Marta, el crimen del country | Matías Centeno       |                                              |
| 2024      | Galgos                             | Gonzalo Díaz (joven) | Episodio: «El verano del incendio»           |

## Teatro
| Año       | Título        | Papel              | Lugar           |
| --------- | ------------- | ------------------ | --------------- |
| 2014      | Aliados       | Matías Arce / Inti | Teatro Gran Rex |
| 2015-2016 | Madre e hijos | Will Ogden         | Multiteatro     |

## Otros trabajos

### Televisión
| Año       | Título               | Papel     |
| --------- | -------------------- | --------- |
| 2011-2012 | El hombre de tu vida | Productor |

## Discografía
Bandas sonoras
- 2013: Aliados
- 2014: Aliados Versión Extendida

## Premios y nominaciones
| Año  | Organización                  | Categoría              | Trabajo         | Resultado | Ref(s)      |
| ---- | ----------------------------- | ---------------------- | --------------- | --------- | ----------- |
| 2013 | Kids' Choice Awards Argentina | Revelación             | Aliados         | Nominado  | [ 5 ] [ 6 ] |
| 2013 | Premio Sur                    | Mejor actor revelación | Corazón de León | Ganador   | [ 7 ]       |
| 2013 | Premios Martín Fierro         | Artista revelación     | Aliados         | Nominado  | [ 8 ]       |
| 2017 | Premios Martín Fierro         | Mejor actor de reparto | Las Estrellas   | Nominado  | [ 9 ]       |